# Кендя (село)
Кендя (эрз. Кенде) — село, находящееся в Ичалковском районе Республики Мордовия.

## География
Находится на реке Алатырь. Со всех сторон село опоясано оврагами. В пойме реки Алатырь есть маленькие озёра. С 2008 года входит в состав Гуляевского сельского поселения.

## История
Село Кендя впервые поминается в 1624 году в писцовых книгах Д. Пушечникова и А. Костяева, как «Пустошь, что деревня Кендя на Глухом озере, Мордва Верхалаторская». По легенде, название села восходит к имени его основателя — мордвина с дохристианским именем Кендя (Кендес). С 1719 по 1775 годы село входило в состав Алатырской провинции Нижегородской губернии. В ходе реформы Екатерины II провинции были упразднены и село вошло в состав Кочкуровской волости новообразованного Лукояновского уезда.

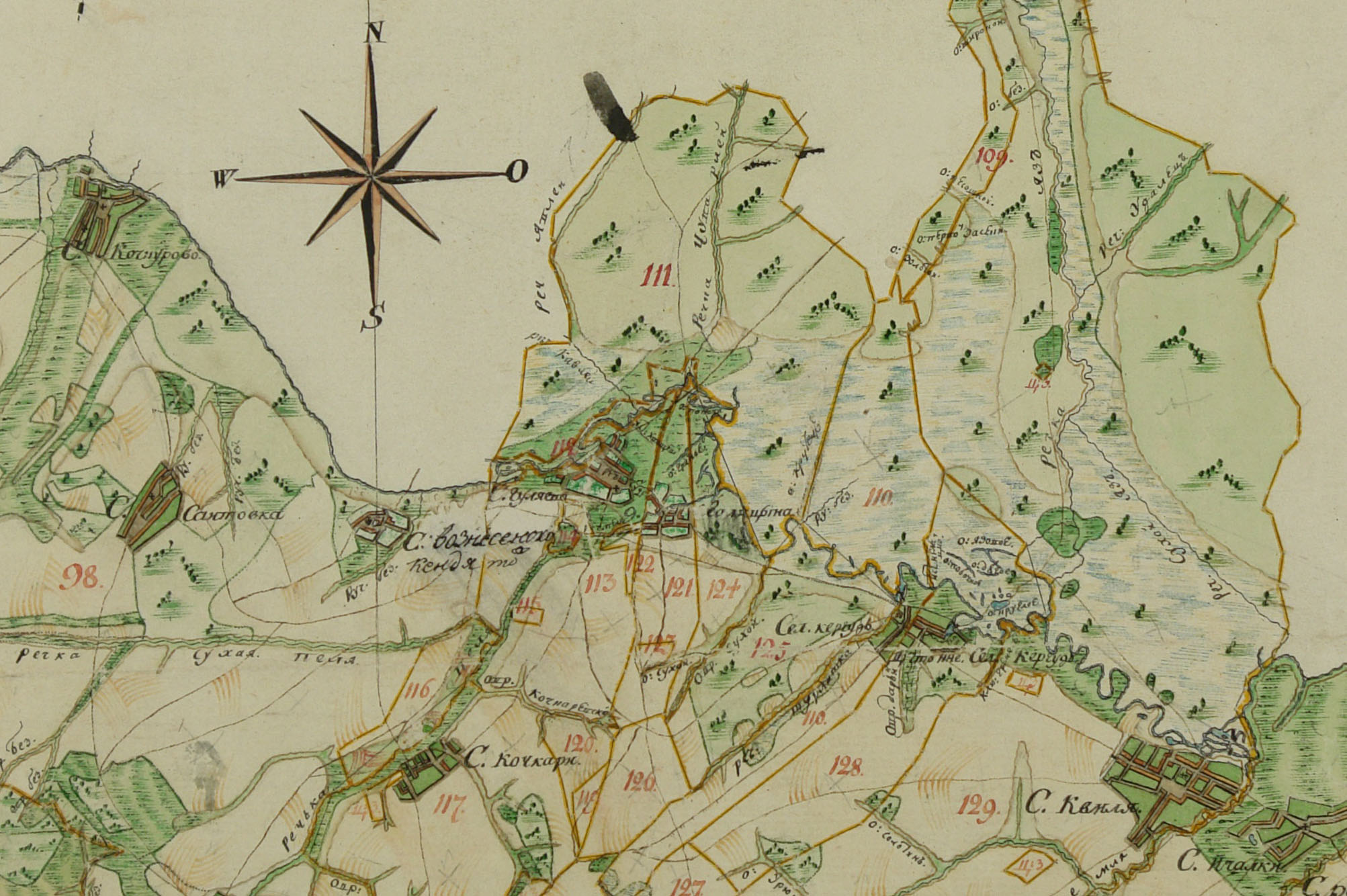
Село Кендя (Вознесенское) на Плане Генерального Межевания XVIII в.

Основное население Кенди эрзя, христианство им принималось поэтапно (в XVII—XVIII вв.). В начале XVIII века в селе была построена деревянная церковь во имя Вознесения Господня, у села появилось второе название — Вознесенское, которое, впрочем, не прижилось.
После закрытия в 1764 году близлежащей Гуляевской Спасо-Преображенской пустыни, её церковная утварь была перевезена в Кендю. В XIX веке село процветало. На месте ветхой деревянной церкви была построена церковь каменная (разрушена после революции). Историк А. Смирнов в «Заметках о мордве и памятниках мордовской старины в Нижегородской губернии» в 1893 году пишет: «He обрусевшее мордовское население Лукояновского уезда весьма значительно, особенно в средней и юго-восточной его части. Мордовские села здесь весьма обширны: кажется, нет мордовского села, в котором было бы менее 1000 душ, а есть села и в 2, и в 3 тысячи. Села эти следующие: Ичалки, Кендя, Лобазки, Печи, Чиргуши, Иванцево старое, Кельдюшево, Николай-Дар и др.». Славилось село своим рогожным промыслом.
По Первой всеобщей переписи населения (1897), в селе числилось 1760 чел.
В 1928 году в селе был организован колхоз «Од ки» (эрз. Новый путь).

## Население
| 2002 | 2010 |
| ---- | ---- |
| 232  | ↘173 |

Национальный состав
Согласно результатам переписи 2002 года, в национальной структуре населения мордва-эрзя составляли 79 %

## Знаменитые уроженцы
Тягушев Ефим Владимирович — Герой Советского Союза.